# Josef Goubeau
Josef Goubeau (* 31. März 1901 in Augsburg; † 18. Oktober 1990 in Stuttgart) war ein deutscher Chemiker.

## Leben und Werk
Goubeau studierte ab 1921 Chemie an der Universität München und promovierte dort 1926 bei Eduard Zintl über die Bestimmung der Atommasse des Kaliums. Anschließend arbeitete er ein Jahr an der Albert-Ludwigs-Universität Freiburg und ab 1929 der Bergakademie Clausthal, wo er sich 1935 über den Raman-Effekt in der analytischen Chemie habilitierte.
Nach der „Machtergreifung“ der Nationalsozialisten wurde er 1933 Mitglied der SA und stieg innerhalb der SA zum Blockleiter und Rottenführer auf. Nach seiner Habilitation lehrte er noch zwei Jahre an der Bergakademie, bevor er 1937 an die Universität Göttingen wechselte. Am 25. Mai 1937 beantragte er die Aufnahme in die NSDAP und wurde rückwirkend zum 1. Mai desselben Jahres aufgenommen (Mitgliedsnummer 4.890.490). 1940 wurde er in Göttingen zum außerplanmäßigen Professor und 1943 zum ao. Professor ernannt.
Seit 1951 war er ordentlicher Professor an der Technischen Hochschule Stuttgart und daneben Direktor des Labors für anorganische Chemie. Im Jahr 1958 wurde Goubeau zum Mitglied der Leopoldina und zum ordentlichen Mitglied der Heidelberger Akademie der Wissenschaften gewählt. 1966 wurde er zum korrespondierenden Mitglied der Göttinger Akademie der Wissenschaften gewählt.
Goubeaus Arbeitsgebiet war die anorganische synthetische Chemie und Spektroskopie von Verbindungen des Bors, Siliciums und Phosphors. Bedeutend waren vor allem seine grundlegenden Arbeiten zur Schwingungsspektroskopie und zu Kraftkonstanten als Maß der Stärke chemischer Bindungen.

## Ehrungen
- Ehrendoktor der Universitäten Clausthal und München
- Alfred-Stock-Gedächtnispreis der Gesellschaft Deutscher Chemiker